# Maria Betriu Català
Maria Betriu Català   (Bellver de Cerdanya, 7 d'abril de 1966) ha estat una atleta especialitzada en curses de fons i mig fons. Ha competit amb el Club Natació Barcelona, el Centre Gimnàstic Barcelonès, del Club Atletisme Valls d'Andorra i el València Club d'Atletisme. En 1986 guanyà el Campionat de Catalunya d'atletisme en la prova de 800 metres, i en els anys 1987, 1993 i 1994 el de 1.500 metres. També ha competit i guanyat en curses populars, com la cursa popular d'Age, a Puigcerdà. És la mare del migfondista Pol Moya Betriu.